# لبخند بزن مونالیزا
لبخند بزن مونالیزا (به انگلیسی: Smile Monalisa) عنوان کتابی از طرح‌ها و کاریکاتورهای علی دیواندری کاریکاتوریست با سابقهٔ ایرانی است که در سال ۱۳۸۰ توسط انتشارات روزنه در ۲۷۰ صفحه، به صورت سیاه و سفید و به شماره شابک ۸-۰۸۴-۳۳۴-۹۶۴ منتشر شد. طرح‌ها و کاریکاتورهای این مجموعه گزیده‌ای است از آثار وی در بین سال‌های ۱۳۵۵ تا ۱۳۸۰ که بدون رعایت تقدم و تأخر زمانی صفحه آرایی شده‌اند. در صفحات انتهایی کتاب نیز بیوگرافی او به چند زبان به نقل از کاتالوگ‌ها و نشریات متعدد خارجی همراه با چهرهٔ دیواندری به قلم کاریکاتوریست‌های برجستهٔ دنیا آورده شده است. طراحی گرافیک این مجموعه را جمال رحمتی بر عهده داشته است. دیواندری در مقدمهٔ کتاب آورده است:
گذرنامهٔ اصلی من یک کاریکاتور بود با آن به پرواز در آمدم و از مرز هفت کشور کهن عبور کردم، لب اقیانوس آرام نشستم و پاهایم را در آب‌های بین‌المللی شستم. جادوی طنز و تصویر، باید آن را تماشا کنی. کلمه این‌جا نارساست. واژه لال می‌شود. وقتی جایزۀ بین‌المللی کاریکاتور را گرفتم بی اغراق خوشحال‌تر بودم از زمانی که در دانشکدۀ هنرها قبول شدم...